# Julia Manger
Julia Manger (* 9. April 1988) ist eine deutsche Fußballspielerin.

## Karriere
Manger spielte ab der Endphase der Saison 2004/05 für die zweite Mannschaft des 1. FFC Frankfurt in der 2. Bundesliga. Von 2006 bis 2008 folgten 43 Bundesligaspiele für den TSV Crailsheim, dabei gelangen ihr sieben Treffer. Im Sommer 2008 wechselte sie zusammen mit ihren Mitspielerinnen Stefanie Kübler und Martina Honecker zum damaligen Bayernligisten ETSV Würzburg, mit dem sie in den Jahren 2010 und 2011 in die Regional- bzw. Zweite Bundesliga aufsteigen konnte. In der Saison 2011/12 war sie Stammspielerin ihres Vereins und stand in allen 22 Ligaspielen in der Startformation Würzburgs. Mit 14 Saisontoren und neun Torvorlagen war sie in dieser Saison die gefährlichste Spielerin ihres Vereins sowie hinter Natalia Mann und Claudia Nußelt drittbeste Torschützin der 2. Bundesliga Süd. In der folgenden Saison konnte sie ihre Ausbeute noch einmal deutlich steigern und erzielte in 22 Einsätzen 24 Treffer, was sie zur Torschützenkönigin der 2. Bundesliga Süd machte. In der Saison 2013/14 kam Manger hauptsächlich in der zweiten Mannschaft des ETSV Würzburg zum Einsatz und bestritt lediglich noch ein Zweitligaspiel, ehe sie im März 2015 wieder in den Zweitligakader der Unterfränkinnen zurückkehrte und dort bis zum Ende der Saison 2015/16 aktiv war.

## Erfolge
- 2010/11: Aufstieg in die 2. Fußball-Bundesliga (ETSV Würzburg)
- 2012/13: Torschützenkönigin der 2. Fußball-Bundesliga Süd